# مايكل براون (سياسي أمريكي)
مايكل براون (بالإنجليزية: Michael Brown)‏ هو طبيب وسياسي أمريكي، ولد في 21 يونيو 1950. انتخب عمدة غراند فوركس.